# Mistrzostwa Świata w Hokeju na Lodzie 2006 (III Dywizja)
Mistrzostwa Świata w Hokeju na Lodzie II dywizji 2006 odbyły się w stolicy Islandii - Reykjavíku w dniach 24 - 29 kwietnia. To 5. turniej o awans do drugiej dywizji mistrzostw świata (wcześniej grupy C).
W tej części mistrzostw uczestniczy 5 drużyn, które rozgrywały mecze systemem każdy z każdym. Dwie najlepsze drużyny awansowały do drugiej dywizji.
Hala, w których odbywały się zawody, to:
- Laugardalur Arena (Reykjavík)

## Wyniki
24 kwietnia 2006
| Turcja   | 8:3 (2:0, 4:2, 2:1) | Armenia    |
| Islandia | 5:2 (0:0, 2:2, 3:0) | Luksemburg |

25 kwietnia 2006
| Irlandia | 0:6 (0:3, 0:3, 0:0) | Armenia |

26 kwietnia 2006
| Turcja   | 8:2 (1:0, 3:0, 4:2) | Luksemburg |
| Islandia | 8:0 (0:0, 3:0, 5:0) | Irlandia   |

27 kwietnia 2006
| Islandia | 5:4 (0:2, 2:0, 3:2) | Armenia |

28 kwietnia 2006
| Luksemburg | 6:10 (4:1, 1:8, 1:1) | Armenia  |
| Turcja     | 2:2 (1:0, 0:1, 1:1)  | Irlandia |

29 kwietnia 2006
| Luksemburg | 1:3 (0:2, 1:0, 0:1) | Irlandia |
| Islandia   | 9:0 (1:0, 6:0, 2:0) | Turcja   |

## Tabela
Lp. = lokata, M = liczba rozegranych spotkań, W = Wygrane, R = Remisy, P = Porażki, G+ = Gole strzelone, G- = Gole stracone, Pkt = Liczba zdobytych punktów
| Lp. | Drużyna    | M | W | R | P | G+ | G- | +/- | Pkt |
| --- | ---------- | - | - | - | - | -- | -- | --- | --- |
| 1   | Islandia   | 4 | 4 | 0 | 0 | 27 | 6  | +21 | 8   |
| 2   | Turcja     | 4 | 2 | 1 | 1 | 18 | 16 | +2  | 5   |
| 3   | Armenia    | 4 | 2 | 0 | 2 | 23 | 19 | +4  | 4   |
| 4   | Irlandia   | 4 | 1 | 1 | 2 | 5  | 17 | -12 | 3   |
| 5   | Luksemburg | 4 | 0 | 0 | 4 | 11 | 26 | -15 | 0   |